# Alqueidão da Serra
Alqueidão da Serra is een plaats (freguesia) in de Portugese gemeente Porto de Mós en telt 1814 inwoners (2001).